# Deutsche Tourenwagen Meisterschaft
Deutsche Tourenwagen-Meisterschaft (DTM, ДТМ; Немецкий кузовной чемпионат) — немецкий чемпионат по кузовным гонкам, проводившийся в 1984—1996 годах. В свою очередь, в 2000 году чемпионат возродился как нынешний ДТМ (Deutsche Tourenwagen Masters), ввиду чего старый чемпионат также может называться «старый ДТМ».

## История возникновения
Чемпионат зародился, когда его предшественник — чемпионат ДРМ (DRM — Deutsche Rennsport Meisterschaft), сменил философию, став чемпионатом спортпрототипов группы С. Новые машины были дороже прежних, Группы 5, и к тому же ещё довольно редки. Тогда Главная комиссия по автоспорту Германии (ONS) решила проводить отдельный чемпионат для прежних участников низшего дивизиона (прежняя группа 2, модифицированные дорожные автомобили, подпадавшие под новую Группу А). Было решено проводить соревнования по правилам Европейского кузовного первенства, без разделения участников на классы, так что победителем становился тот, кто первым пересекал линию финиша.

## 1984—1992: Главный кузовной чемпионат Германии

### 1984—1985. DPM (Deutsche Produktionswagen Meistershaft)
Уже первый сезон DPM собрал большое число участников. Было представлено 7 моделей, способных бороться за победу — Rover Vitesse, BMW 325, BMW 635 CSi, Alfa Romeo GTV6, Volvo 240 Turbo, Chevrolet Camaro и Ford Capri — не считая других. На отдельных этапах выступали и известные пилоты, такие как Ханс-Йоахим Штук, Манфред Винкельхок и Лелла Ломбарди.
Самая первая гонка стартовала в бельгийском Золдере, а выиграл её Пер Стуресон на Volvo 240 Turbo. Дебютный сезон 1984 выиграл Фолькер Штрицек на БМВ635, несмотря на то, что он не одержал ни одной победы — плотная очковая система и стабильно высокие финиши позволили сделать это. Он опередил Харальда Грохса с 5 победами. Чемпион 1985 года — Пер Стуресон на Volvo 240 Turbo — стал чемпионом, одержав лишь одну победу.

### 1986. Приход ITR и рождение ДТМ
31 мая 1986 г. управление чемпионатом берёт на себя ITR, возглавляемая Хансом-Вернером Ауфрехтом, руководителем AMG, и таким образом чемпионат официально перешел под крыло Мерседеса, сменив название на ДТМ — Deutsche Tourenwagen Meistershaft. Заводскую команду Мерседеса сменила частная Marko, но она по-прежнему располагала самой совершенной техникой.
Впрочем, Мерседес не один распоряжался новым чемпионатом — вторым человеком в нем был Буркард Бовензипен, владелец известной фирмы Alpina, приближенной к БМВ. Сама БМВ, в лице своих заводских команд Alpina и Zakspeed, пришла в следующем году. В 1989 г. введены правила Группы А для «эволюционных серий», более приспособленных для гонок. BMW М3 и Mercedes 190 обзавелись «эволюционной» серией и постепенно гонки стали соревнованием Мерседес и БМВ. Гонщик Zakspeed Эрик ван де Поль сразу же стал чемпионом, хоть и не одержал ни одной победы.
В 1989 г. гонки ДТМ стали показываться в прямом эфире, и серия заполучила трех новых крупных спонсоров — Dekra, Telcon, Diadora.

### Проблема турбонаддува
В 1985 г. победил автомобиль с турбодвигателем — по правилам группы А категории наддувных двигателей были меньше на 1,4. Однако это правило давало им преимущество, и в Ф1, например, коэффициент составлял 2. Тогда организаторы увеличили коэффициент до 1,7, добавили систему весовых гадикапов (к гонке в АФУСе вес машины превышал полторы тонны) и рестрикторы. Но в 1988 г. победил Клаус Людвиг на Форд Сьерра Косворт с турбокомпрессором — Косворт увеличил мощность двигателя с 350 до 500 л. с. Не найдя надежного способа уравнять турбомотры с атмосферными двигателями, к 1991 г. их запретили, но Форд ушел уже в 1990 г.

### 1990. Приход Ауди и её V8
Вслед за уходом Форда в чемпионат пришла Ауди с моделью 100, оснащенной полным приводом и двигателем V8 рабочим объемом 3,6 л (более чем на 100 л. с. мощнее конкурентов с рядными «четверками» в 2,5 л). Мерседес и БМВ ничего не могли им противопоставить в Хоккенхайме и АФУСе, скоростных трассах, отыгрываясь лишь на извилистых трассах типа Золдера. ITR был вынужден увеличивать массу автомобиля, но это уже шло вразрез с духом регламента, говорившем о соревновании серийных автомобилей.
Эта гонка вооружений сопровождалась постоянным ростом затрат. Если «эволюционные» версии БМВ и Мерседеса в 1988 г. стоили по 165 тыс. марок, то турбонаддувные Форд Сьерра — до полумиллиона. К началу 90-х гг. ведущие команды, типа AMG, тратили по 250 тыс. только на одну гонку.
Выдерживать гонку расходов помогали постоянно прибывающие спонсоры. Однако частным командам это не помогало — если на финальную гонку 1988 г. заявилось 46 автомобилей, то в 1992 г. — лишь 27.

## 1993—1996: Класс 1 и «золотые годы» ДТМ

### Конец Группы А
Из-за постоянного роста расходов и непрекращающегося спора по поводу регламента чемпионат решили покинуть Ауди и БМВ. Ранее чемпионат уже покинули Форд (в 1990 г.) и Опель (в 1992 г.). Поскольку основными участниками чемпионата были Мерседес, БМВ и Ауди, это грозило гибелью чемпионата в 1993 г.
В 1992 году, чтобы поднять интерес к ДТМ были выпущены требования к новому Классу 1, в которых допускалась широкая модификация автомобиля (широкое применение углепластиков, специальные двигатель, трансмиссия и подвеска), делавшая его фактически силуэт-прототипом. Прежние участники были помещены в Класс 2, затем выделились в отдельный Немецкий Супертуринговый Чемпионат (STW).
Первой на новые требования откликнулась Альфа-Ромео, представившая полноприводную Альфа-Ромео 155, с двигателем V6 2,5 л, выдававшим до 500 л. с. при 11000 об/мин. Машина была снабжена последними электронными новинками, разработанными командой Ф1 Феррари, но уже попавшими под запрет. Это дало повод итальянским журналистам назвать новую машину «Формулой 1 под кузовом». Ранний дебют стал залогом успеха машины, и сезон-1993 остался за Альфой.
В конце сезона 1993 г. в чемпионат пришел Опель с полноприводной Калиброй. Ранее в ДТМ уже выступали Опель Кадетт Группы А. За команду выступали опытные Мануэль Рейтер и Кеке Росберг. В 1994 г. на выездной гонке в Донингтоне Мануэль Рейтер добился первой победы для Опеля, однако серьёзные успехи в чемпионате пришли лишь в 1996 г.
Мерседес-Бенц представил свою заднеприводную модель на базе С-класса в 1994 г. Эти три марки и составили основу взлёта популярности ДТМ в 1993—1996 гг. Причем, заводские команды полностью доминировали в гонках, оставляя частников из Класса 2 в самом низу финишных протоколов.

### 1995—1996: FIA ITC и её крах
Рост популярности ДТМ привел к увеличению числа выставочных гонок, проходивших по всей Европе. В надежде ещё более увеличить популярность руководство серии обратилось за помощью к ФИА, передав ей немалую часть прав, не только относительно спортивной стороны вопроса, но и коммерческой. ФИА объединила их в 1995 г. в отдельную серию ITC (International Touringcar Series), а в 1996 г. весь чемпионат был проведен под эгидой ITC, были добавлены этапы в Бразилии и Японии. Однако столь дальние вояжи не вызвали энтузиазма у многих команд, равно как у Опеля и Альфа-Ромео, чьи машины в Японии и Бразилии (у Альфа-Ромео) не продавались.
Новая смена регламента разрешила командам ещё большие переделки автомобиля, включая применение чисто гоночной подвески, отчего стоимость машин снова полезла вверх, достигнув у Альфа Ромео 650 тыс. долларов. И это при том, что руководство ФИА вопросами финансов привело к тому, что большая часть доходов стала отходить ей, а не командам, не получающим отдачи от все возрастающих расходов.
Многие выездные этапы имели плохую посещаемость — так, на гонку в Маньи-Куре пришло всего 16 тыс. человек, ибо ФИА также удвоила стоимость билетов и сократила общение с пилотами в паддоке. Ещё большим ударом для серии было желание ФИА повысить цены на права на показ для ТВ, от ДТМ отказался Eurosport, и большинство европейских стран, только в Германии, Италии и Финляндии ещё можно было увидеть гонки в прямом эфире.
В итоге Опель и Альфа-Ромео решили проигнорировать выездные этапы и ФИА пригрозила санкциями, на что команды ответили отказом от участия в серии. После отказа Опеля и Альфа-Ромео в чемпионате оставался лишь один Мерседес, ФИА объявила, что если на место Опеля и Альфа-Ромео придут два других производителя, то чемпионат сохранится, но желающих не нашлось. На сезон 1997 было решено гонки не проводить.
Под конец истории ДТМ Опель наконец добился успеха. Чемпионом 1996 года стал Мануэль Ройтер, выступавший на Опель Калибра.
После прекращения чемпионата его участники стали обдумывать пути возрождения серии, и в 2000 г. стартовал новый чемпионат — ДТМ.

## Гонщики
С целью повышения привлекательности чемпионата ITR стремилась привлечь именитых пилотов, из самых разных сфер автоспорта — Ф1, кузовные гонки, гонки спорткаров. Так украшением ДТМ стали Ханс-Йоахим Штук, получавший в конце 1980-х до миллиона марок зарплаты, Джонни Чекотто, «Король» Клаус Людвиг, Жак Лаффит, Роберто Равалья, Юрки-Ярви Лехто, Вальтер Рёрль. В 1992 году в серию пришел и чемпион мира в классе Ф1 сезона 1982 года Кеке Росберг. Впрочем, гонщики и сами почитали за честь попасть в чемпионат, где даже рядовые пилоты получали по 250—300 тысяч марок в год.
Также серия дала старт многим впоследствии знаменитым гонщикам — Дарио Франкитти, Джанкарло Физикелле, Тони Канаану.
На первой гонке в Хоккенхайме 24 мая 1992 года за рулём Мерседеса победила Эллен Лор. Два этапа (в Норисринге и Дипхольце) за рулём Мерседеса в ДТМ выступал и молодой Михаэль Шумахер в 1991 году, однако серьёзных результатов не показал (2 схода, 14-е и 25-е место). А в 1996 г. в Сильверстоуне выступил Хуан Пабло Монтойя, но сошёл в обеих гонках.
За всю историю старого DTM в серии принимало участие семь гонщиц: Лелла Ломбарди, Хенни Хеммес, Беате Нодес, Траудль Клинк, Аннете Мееувиссен, Мерседес Штермиц и Эллен Лор.

## Трассы
Основу календаря ДТМ составляли немецкие трассы, но так как со стационарными трассами в Германии дела обстояли не очень хорошо, то чемпионат выезжал и за рубеж. Так первая гонка (и вообще открывающие гонки сезона, до 1994 г.) прошла на бельгийском Золдере.
Кроме классических Нюрбургринга (причем, ДТМ был первым кто открыл новое кольцо Гран-При в 1984 г., использовались и другие конфигурации) и Хоккенхайма (также в разных конфигурациях), ДТМ выступал на временных городских трассах Норисринг и АФУС, временных аэродромных трассах (flugplatzrennen) Дипхольц, Мюнсторф и Майнц-Финтен. С 1988 г. один этап проводился на Северной Петле, причем для получения зачёта её пришлось пройти всего 4 раза.

## Техника

### Группа А
В новый чемпионат допускались автомобили Группы А (модифицированные серийные автомобили, прежняя Группа 2). По правилам Группы А производитель должен был выпустить не менее 2500 автомобилей, чтоб они считались серийными. Но вместе с тем была оставлена лазейка, что сам гоночный автомобиль может быть построен на базе особой «эволюционной» модификации, выпущенной партией не менее 501 шт. Впрочем, машины «эволюционных» партий находили сбыт у коллекционеров и энтузиастов.
Сама Группа А делилась на 3 класса — до 1600см³, 1600—2500см³, и свыше 2500см³. Силы машин уравнивались разным минимально допустимым весом и разной допустимой шириной шин. Турбокомпрессорные двигатели пересчитывались с коэффициентом 1,4 (то есть приравнивались к атмосферным двигателям с объем в 1,4 раза больше).
При этом несмотря на «серийный» характер машин они были отнюдь не слабы. Так, доведенный Косвортом Мерседес 190 Эво2, имея в «гражданском» исполнении свыше 200 л. с., в гонке развивал до 370 л. с. при 9500 об/мин, достигая 100 км/ч за 4,5 с. Багажник машин украшали огромные антикрылья.
Кроме того, автомобили ДТМ группы А неоднократно (1988, 1989, 1990, 1992, 1993 гг.) стартовали в 24 часах Нюрбургринга, всегда показывая выдающиеся результаты.

### Класс 1
Новые правила Класса 1 принудительно уравнивали всех участников, позволяя создавать фактически силуэт-прототипы, подобно прежней Группе 5. Машины должны были иметь безнаддувные двигатели не более 6 цилиндров и не более 4 клапанов на цилиндр, при 2,5 л рабочего объема, блок цилиндров должен производиться серийно, но не обязательно для участвующей в гонках модели. Разрешалась неограниченная доводка, что позволяло иметь мощность 420—500 л. с. при 10-11 тыс. об/мин (Опель и Альфа Ромео предпочитали схему V6, что позволяло иметь отдачу 420—425 и 425—450 л. с. соответственно, а Мерседес использовал более оборотистые рядные двигатели, развивавшие 450—500 л. с.). Тип трансмиссии по прежнему не ограничивался и Альфа-Ромео с Опелем предпочитали полноприводные машины, тогда как Мерседесы сохраняли заднеприводную компоновку. Также не регламентировались электронные системы помощи водителю — электронно-управляемые дифференциалы, АБС, системы «трекшн-контроля». Кузовные работы ограничивались сохранением облика машины, но разрешалось полностью заменять материалы. Аэродинамические элементы ограничивались по высоте линий проходящей через оси колес, кроме заднего антикрыла. Масса устанавливалась ONS и составляла 1000 кг для Мерседес и 1040 кг для Опеля и Альфа Ромео. С 1995 г. разрешено использование подвесок, не связанных с серийными образцами, в результате команды перешли к чисто гоночному варианту — двойной поперечный рычаг с толкаемой штангой.
Правила Класса 1 не были приняты больше нигде, кроме ДТМ, но сами машины время от времени допускались в итальянский супертуринг и различные длинные гонки, как например 1000 миль Интерлагоса. Всего по правилам было построено лишь три машины — Mercedes-Benz C-class, Alfa-Romeo 155 V6, Opel Calibra V6.

## Гонки
В ходе одного этапа могли проводить и одну и две гонки. При этом одна дистанция одной гонки составляла 100—110 км, а если этап состоял из двух гонок, то 50-75 км. Очки начислялись по системе 20-18-16-15-14-13-12-11-10-9-8-7-6-5-4-3-2-1. С 1986 г. все этапы стали состоять из одной 100 км гонки.
С 1988 г. этап стал состоять из 2 гонок по 100 км. Первая называлась квалификационной, вторая основной. Очки начислялись за обе гонки по системе 20-15-12-10-8-6-4-3-2-1. Старт основной гонки осуществлялся по результатам квалификационной.
Старт осуществлялся с ходу. Пит-стопы по ходу гонки не предусматривались, также не предусматривалась дозаправка между гонками.

## Чемпионы DPM/DТМ/ITC 1984—1996
| Год        | 1-й                                             | 2-й                                            | 3-й                                              |
| ---------- | ----------------------------------------------- | ---------------------------------------------- | ------------------------------------------------ |
| 1996 (ITC) | Мануэль Рейтер Joest Racing Opel Calibra        | Бернд Шнайдер AMG Racing Mercedes-Benz C-Class | Алессандро Наннини Alfa Corse Alfa Romeo 155     |
| 1995 (ITC) | Бернд Шнайдер AMG Racing Mercedes-Benz C-Class  | Ян Магнуссен AMG Racing Mercedes-Benz C-Class  | Дарио Франкитти AMG Racing Mercedes-Benz C-Class |
| 1995 (DTM) | Бернд Шнайдер AMG Racing Mercedes-Benz C-Class  | Йорг ван Оммен Zakspeed Mercedes-Benz C-Class  | Клаус Людвиг Team Rosberg Opel Calibra           |
| 1994       | Клаус Людвиг AMG Racing Mercedes-Benz C-Class   | Йорг ван Оммен Zakspeed Mercedes-Benz C-Class  | Никола Ларини Alfa Corse Alfa Romeo 155          |
| 1993       | Никола Ларини Alfa Corse Alfa Romeo 155         | Роланд Аш AMG Racing Mercedes-Benz 190E        | Бернд Шнайдер AMG Racing Mercedes-Benz 190E      |
| 1992       | Клаус Людвиг AMG Racing Mercedes-Benz 190E      | Курт Тиим Zakspeed Mercedes-Benz 190E          | Бернд Шнайдер AMG Racing Mercedes-Benz 190E      |
| 1991       | Франк Била AZR Audi V8                          | Клаус Людвиг AMG Racing Mercedes-Benz 190E     | Ханс-Йоахим Штук SMS Competition Audi V8         |
| 1990       | Ханс-Йоахим Штук SMS Competition Audi V8        | Джонни Чекотто Schnitzer Motorsport BMW M3 Evo | Курт Тиим AMG Racing Mercedes-Benz 190E          |
| 1989       | Роберто Равалья Schnitzer Motorsport BMW M3 Evo | Клаус Нидзвидж Eggenberger Ford Sierra RS500   | Фабьен Жиро Schnitzer Motorsport BMW M3 Evo      |
| 1988       | Клаус Людвиг Grab Racing Ford Sierra RS500      | Роланд Аш BMK Mercedes-Benz 190E               | Армин Хан Wolf Concept Ford Sierra RS500         |
| 1987       | Эрик ван де Поэль Zakspeed BMW M3               | Мануэль Рейтер Ringshausen Ford Sierra RS500   | Марк Гензель Zakspeed BMW M3                     |
| 1986       | Курт Тиим Nickel Racing Rover Vitesse           | Фолькер Вайдлер RSM Marko Mercedes-Benz 190E   | Курт Кёниг Maass BMW M3                          |
| 1985       | Пер Стуресон IPS Volvo 240 Turbo                | Олаф Мантей Nickel Racing Rover Vitesse        | Харальд Грохс Obermaier BMW 635CSi               |
| 1984       | Фолькер Штрицек Gubin Sport BMW 635CSi          | Олаф Мантей Nickel Racing Rover Vitesse        | Харальд Грохс Vogelsang BMW 635CSi               |